# Avenida España (El Tigre)
La Avenida España, es una avenida de la ciudad de El Tigre, Anzoátegui, Venezuela, que traspasa toda la Parroquia Edmundo Barrios y una pequeña parte de la Parroquia Miguel Otero Silva.

## Historia
La Avenida fue construida en la década de los 70, para facilitar la comunicación entre El Tigre y la capital del estado Anzoátegui y otras ciudades como Puerto La Cruz, Anaco, Cumaná y Carúpano, durante los años está avenida hs sido inaugurada para construir plazas, parques etc. La Avenida actualmente tiene un parque abandonado llamado Yurimal Rojas que antes en la década de lo 2000s era un terminal de pasajeros.

## Recorrido
La Avenida empieza a partir del monumento del Arco de Bienvenida, después la avenida pasa por el Parador Turístico de El Tigre, después la avenida se encuentra con la Avenida Peñalver y Avenida Norte formando El Distribuidor Alex Cabrera donde se juntan la Troncal 16 y la Troncal 15, después la Avenida pasa por la Policía Municipal y Daka, que es una tienda de electrodomésticos popular de la avenida y de Toda Venezuela, después la Avenida pasa por el cruce de las Avenidas Francisco de Miranda y 5 de julio, después está Avenida pasa cerca de la Plaza Bolívar, hasta que la Avenida termine en la Plazoleta de los Bancos, y después de la avenida empieza la Avenida Guayana y la Avenida Rotaria de Campo Oficina.